# Gampong Mulia
Gampong Mulia is een bestuurslaag in het regentschap Bireuen van de provincie Atjeh, Indonesië. Gampong Mulia telt 235 inwoners (volkstelling 2010).